# James Burton (guitarrista)
James Burton (Shreveport, Luisiana, Estados Unidos, 21 de agosto de 1939) é um guitarrista norte-americano, faz parte do Rock and Roll Hall of Fame desde 2001 e foi considerado o 19º melhor guitarrista do mundo pela revista norte-americana Rolling Stone.. Ele pode ser visto acompanhando Elvis Presley nos espetáculos gravados em Las Vegas em 1970 para o documentário do mesmo ano Elvis: That's the Way It Is.